# Geissorhiza sufflava
Geissorhiza sufflava är en irisväxtart som beskrevs av Peter Goldblatt och John Charles Manning. Geissorhiza sufflava ingår i släktet Geissorhiza och familjen irisväxter. Inga underarter finns listade i Catalogue of Life.